# National Association of Basketball Coaches
La National Association of Basketball Coaches (NABC), con sede a Kansas City, Missouri venne fondata nel 1927 da Phog Allen, coach di basket della University of Kansas.
Nacque con lo scopo di creare un comitato che fornisse regole uniche da applicare al gioco del basket.